# Dasyhelea karelica
Dasyhelea karelica är en tvåvingeart som beskrevs av Glukhova och Brodskaya 1997. Dasyhelea karelica ingår i släktet Dasyhelea och familjen svidknott. Inga underarter finns listade i Catalogue of Life.